# オンタリオ・レット
オンタリオ・レット（Ontario Lett、1979年12月14日 - ）は、アメリカ合衆国出身のバスケットボール選手である。ポジションはフォワード・センター。身長200cm、体重120kg。

## 来歴
ピッツバーグ大学に入学。
その後、KBL、NBL、ヨルダン、イスラエル、ドイツ、スペイン、イラン、クウェートを経て、2010年に来日し、三菱電機ダイヤモンドドルフィンズに入団。

## 経歴
- ペンサコーラ高 - ピッツバーグ大 - 昌原LGセイカーズ（KBL） - パース・ワイルドキャッツ（NBL） - ファスト・リンク（ヨルダン） - Hapoel Tel Aviv B.C.（ヨルダン） - Gieben 46ers（ドイツ） - 仁川電子ランドエレファンツ（KBL） - Calpe Aguas - CB tartessos - Canasta Jerez Unibasket（以上スペイン） - Zain Club（ヨルダン）  - Shahrdari Gorgan BC（イラン） - Arabi Club（クウェート） - 三菱電機